# Gonayiv (kommun)
Gonayiv är en kommun i Haiti.   Den ligger i departementet Artibonite, i den norra delen av landet, 110 km norr om huvudstaden Port-au-Prince.